# Hessengau
Der Hessengau (pagus Hassorum) war im Mittelalter die größte rechtsrheinische fränkische Gaugrafschaft. Sie entspricht um 900 etwa Nordhessen (nach dem Vorschlag des Geographentages von 1973) zusammen mit dem Wittgensteiner Land und der östlichen Hälfte des heutigen Warburg sowie Staufenberg, jedoch ohne das Gebiet zwischen Edersee und Diemelsee (Ittergau) und ohne die Gebiete, die östlich der Werra (zum Leinegau und zur Germara Mark gehörig) oder östlich vom Hohen Meißner liegen (Netra- und Ringgau).

## Geschichte
Der Gau teilte sich in

Hessengau (Hessi, Hassia) und Ittergau (Nihthersi) um 900

- den sächsischen Hessengau (Pagus Hessi Saxonicus; zwischen dem Ittergau und der Weser) und
- den fränkischen Hessengau.

Die Aufteilung entstand, als im 7. Jahrhundert die Sachsen die Chatten nach Süden drängten und das dabei eroberte Land selbst besiedelten, ohne den Namen zu ändern. Die Grenze zwischen den beiden Teilen liegt etwa auf der Linie Waldeck-Hann. Münden (Benrather Linie) und verlief damit nur ein kleines Stück nördlich von Kassel.
Der Hessengau war im 9. Jahrhundert eines der Stammlande der Konradiner, wurde aber nach dem Aufstand des Herzogs Eberhard von Franken und dessen Tod 939 in der Schlacht bei Andernach von König Otto I. eingezogen und an Getreue als Lehen gegeben. Der sächsische Teil kam schließlich, nach dem Tod des Grafen Dodiko, 1020/1021 an den Bischof von Paderborn. Der fränkische Teil wurde ab 1027 nacheinander von den Grafengeschlechtern Werner und  Giso als Reichslehen verwaltet und kam schließlich durch Erbschaft im 12. Jahrhundert an die Ludowinger und damit an Thüringen. Nach dem Aussterben der Ludowinger 1247 und dem darauf folgenden Thüringisch-Hessischen Erbfolgekrieg wurde der Gau das Kernland der Landgrafschaft Hessen und damit die Keimzelle des heutigen Landes Hessen.

## Grafen im Hessengau
Grafen im Hessengau waren:
Aus der Familie der Esikonen:
- Hiddi (Hildebold), 813 bezeugt, Graf des sächsischen Hessengaus
- Asig (Esiko), 839 und 842 bezeugt, Graf des sächsischen Hessengaus
- Cobbo der Jüngere, um 890 bezeugt, Graf des sächsischen Hessengaus

Mitte des letzten Jahrzehnts des 9. Jahrhunderts fiel die Grafenwürde im sächsischen Hessengau aus unbekannten Gründen vorübergehend an die Konradiner:
- Berengar, 860 bezeugt, † nach 879, 876 Graf im sächsischen Hessengau
- Konrad der Ältere, † 27. Februar 906 bei Fritzlar, dessen Neffe, 886 Graf im Oberlahngau, 897 Graf im fränkischen und sächsischen Hessengau, 903 Graf im Gotzfeldgau, 905 Graf in der Wetterau, Graf im Wormsgau, 892 bis vor 903 Markgraf in Thüringen, Nepos von König Arnulf von Kärnten, begraben in der Martinskirche in Weilburg
- Konrad der Jüngere, † 23. Dezember 918, dessen Sohn, 908 Graf im fränkischen und sächsischen Hessengau, 910 Graf im Keldachgau und Dux (Herzog von Franken), 7./10. November 911 als Konrad I. ostfränkischer König, stiftet 912 Sankt Walpurgis in Weilburg, begraben in Fulda; ⚭ 913 Kunigunde, Schwester der Grafen Erchanger und Berthold (Ahalolfinger), Witwe des Markgrafen Luitpold von Bayern (Luitpoldinger), begraben im Kloster Lorsch
- Eberhard, † 23. Oktober 939 bei Andernach, dessen Bruder, „Herzog von Franken“, 909 Laienabt von Sankt Maximin in Trier, 913 Graf im fränkischen und sächsischen Hessengau und Perfgau, 913 und 928 Graf im Oberlahngau, 914 Markgraf, 936 Truchsess, 938 Pfalzgraf

Nach dem Tod Eberhards und dem Einzug seiner Güter und Lehen durch König Otto I. erhielt zunächst
- Liudolf, Ottos Sohn, den Hessengau (comitatus Hassonum)

Aus der Familie der Esikonen:
- Elli I. (Allo), † nach 965, Graf im sächsischen Hessengau ab 942, Graf im Leinegau um 950.

Aus anderen Familien:
- Athelbero (Berno) († 982), 965–966 Pfalzgraf in Sachsen, Graf im sächsischen Hessengau und im Liesgau
- Dodiko, 1011 Graf im sächsischen Hessengau, im Ittergau und im Nethegau
- Tammo/Thankmar († 1037), Truchsess Kaiser Ottos III., Enkel des Pfalzgrafen Athelbero, Graf in Astfala und ab 994 im sächsischen Hessengau

Nach Dodikos Tod gab König Heinrich II. (1002–1024) einen Teil von dessen Besitz an den Bischof von Paderborn, den Rest an Tammo. König Konrad II. (1024–1039) zog den Paderborner Teil wider ein und vergab ihn an den Erzbischof von Mainz. Nach Konrads Tod fiel dieses Gebiet wieder an Paderborn.  Einen anderen Teil gab Konrad 1027 an seinen Gefolgsmann und Bannerträger Werner von Winterthur, der hinfort als Graf von Maden das Herzstück des fränkischen Hessengaus verwaltete.
Gaugrafen aus dem Geschlecht der Werner, welches auch die Grafschaft Ruchesloh im Lahngau bei Marburg besaß, waren:
- Werner I., 1027–1040
- Werner II., 1040–1053
- Werner III., 1053–1065
- Werner IV., 1065–1121

Nachdem Werner IV. ohne Erben gestorben war, ging die Grafschaft, die er kurz vor seinem Tode dem Erzbistum Mainz zu Lehen aufgetragen und von Mainz als solches zurückerhalten hatte, an Giso IV. Gaugrafen aus dem Hause der Gisonen waren:
- Giso IV., 1121
- Giso V., 1121–1137 (Regentschaft seiner Mutter Kunigunde von Bilstein bis zu seiner Mündigkeit)

Nach dem Tode von Giso V. erbte Landgraf Ludwig I. von Thüringen die Grafschaft auf Grund seiner Ehe mit Gisos Schwester Hedwig von Gudensberg.   
Im nordöstlichen Teil des Hessengaus war Siegfried III. von Boyneburg (~1050–1107) aus dem Hause Northeim von 1083 bis 1107 Graf von Boyneburg, Graf im Hessengau, im Ittergau und im Nethegau.

## Verweise
- Lautgrenze Mittel- und Niederdeutschlands (Benrather Linie). Karl Bartsch: Untersuchungen zur Jenaer Liederhandschrift (Palaestra 140), Leipzig 1923 (Grenze sächsischer und fränkischer Hessengau).
- Spruner-Menke: Hand-Atlas für die Geschichte des Mittelalters und der neueren Zeit. Deutschland's Gaue. IV. Südliches Thüringen. Franken.
- Die „Gaue vor 900“. Geschichtlicher Atlas von Hessen.  In: Landesgeschichtliches Informationssystem Hessen (LAGIS).
- Die „Gaue nach 900“. Geschichtlicher Atlas von Hessen.  In: Landesgeschichtliches Informationssystem Hessen (LAGIS).